# Дырестуй (Бурятия)
Дыресту́й (бур. Дэрэстэй) — улус  в Джидинском районе Бурятии. Административный центр сельского поселения «Дырестуйское».

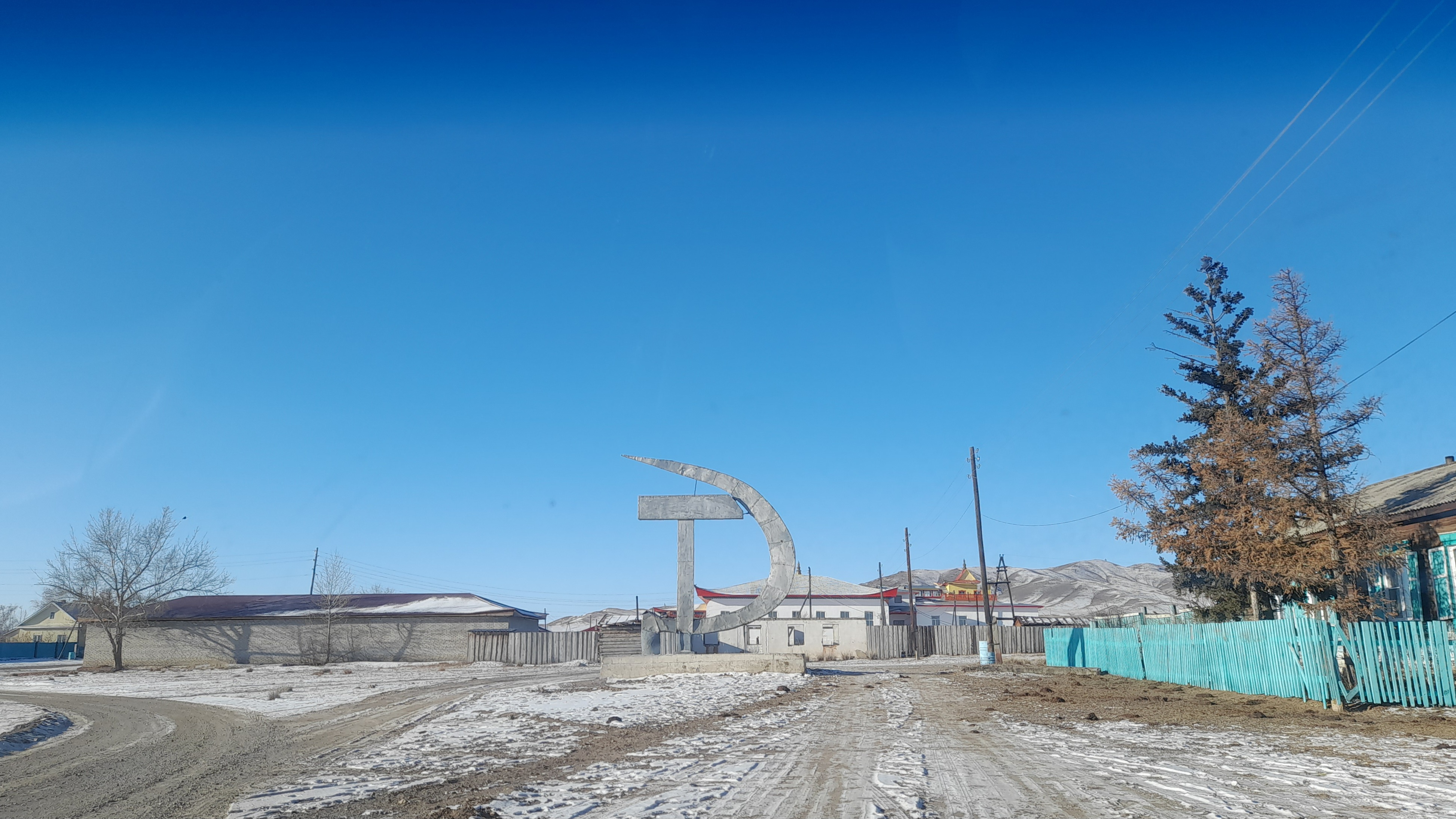

## География
Расположен в 56 км к востоку от районного центра — села Петропавловка на левом берегу реки Джида.
Ближайшие населенные пункты — село Джида (8 км), село Зарубино (13 км), село Белоозёрск (27 км).

К юго-западу от села Дырестуй

## Транспортные коммуникации
- По автодороге с твёрдым покрытием 30 км к западу — региональная автодорога Р440 Гусиноозёрск — Закаменск.
- Ближайшая станция железной дороги — Джида (9 км к северо-востоку).

## Связь
В селе представлены основные операторы сотовой связи Бурятии — МТС, МегаФон,ТЕЛЕ2. Работает стационарная телефонная связь.

## Инфраструктура
- школа
- почта
- больница
- дом культуры
- библиотека
- магазины

## Население
| 2002 | 2010  |
| ---- | ----- |
| 1266 | ↘1095 |

## Атаганский дацан

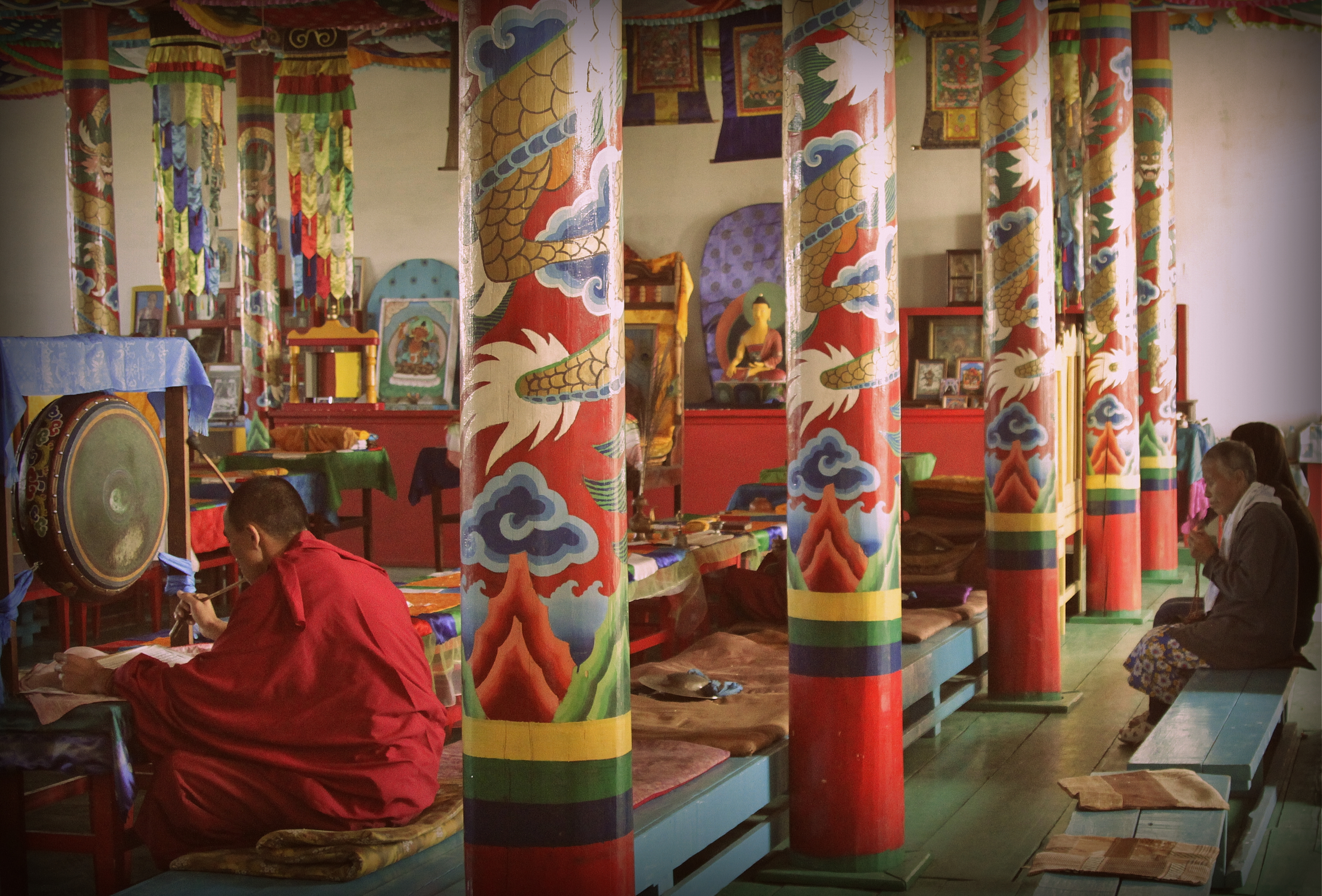
Молебен в Атаган-Дырестуйском дацане

В улусе в 2006 году восстановлен Атаганский дацан — буддийский монастырь.
Местные жители реконструировали старый храм и построили новые здания. Храм восстановлен на пожертвования верующих. Планируется также отреставрировать и освятить 16 субурганов, осквернённых советской властью в прошлом веке.
Дацан, возведённый в 1771 году на левом берегу реки Джида около священной горы Номто Уула, был одним из самых крупных в Бурятии. В храме было развито книгопечатание, иконопись и культовое зодчество.

## Памятники истории и культуры
- Дырестуйский Култук

Могильник Дырестуйский Култук

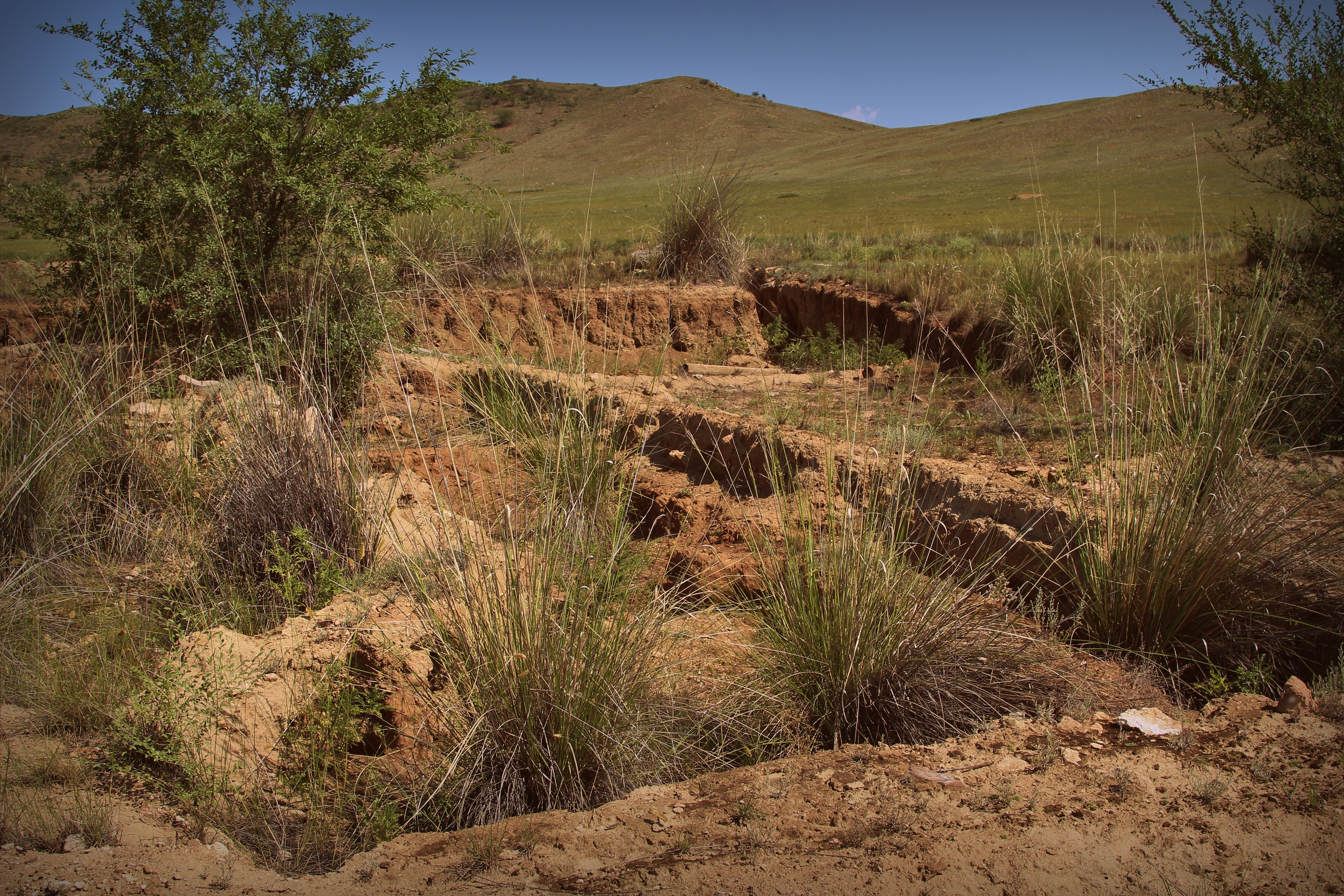
Гуннское городище Баян-Ундэр

- Баян-Ундэр (Голы-Очи) — городище (железный век)
- Баян-Ундэр — могильник (бронзовый век — средневековье)
- Голы-Очи — могильник (бронзовый век)
- Дырестуй — могильник (бронзовый век)
- Эхирит I — могильник (бронзовый век — средневековье)
- Эхирит II — петроглифы (датировка затруднительна)
- Луковичный Мыс — петроглифы (бронзовый век)
- Хотогор — петроглифы (бронзовый век)
- Хара-Усу — могильник (бронзовый век — железный век)
- Луковый Утёс — могильник (бронзовый — железный век)
- Хужир-Дэби — могильник (железный век)
- Гуджир-Мыгэ — могильник (железный век)

## Литература

Ильмовая девушка у села Дырестуй

## Топографические карты
- Лист карты M-48-XVII. Масштаб: 1 : 200 000. Указать дату выпуска/состояния местности.